# 皮爾奇內
47°12′40″N 36°17′7″E / 47.21111°N 36.28528°E
皮爾奇內（烏克蘭語：Пірчине）是位於烏克蘭東南部的村莊，由扎波羅熱州別爾江斯克區的切爾尼希夫卡市鎮負責管轄。該村處於瑟瑟庫拉克河畔，始建於1787年，面積0.68平方公里，海拔高度175米，2001年人口118。